# Santa Maria do Pará (ort)
Santa Maria do Pará är en ort i Brasilien.   Den ligger i kommunen Santa Maria do Pará och delstaten Pará, i den nordöstra delen av landet, 1 600 km norr om huvudstaden Brasília. Santa Maria do Pará ligger 51 meter över havet och antalet invånare är 12 915.
Terrängen runt Santa Maria do Pará är mycket platt. Det finns inga andra samhällen i närheten.
Omgivningarna runt Santa Maria do Pará är huvudsakligen savann. Runt Santa Maria do Pará är det ganska glesbefolkat, med 47 invånare per kvadratkilometer.